# Rod Crewther
Rodney James Crewther (1945) é um físico australiano, notável na área da teoria de gauge.

## Educação
Após obter um MSc na Universidade de Melbourne, recebeu uma bolsa Fulbright para o Instituto de Tecnologia da Califórnia. Foi orientado por Murray Gell-Mann, obtendo um doutorado em 1971.